# Кожамжар (Павлодарская область)
Кожамжар (каз. Қожамжар) — село в Актогайском районе Павлодарской области Казахстана. Административный центр Кожамжарского сельского округа. Код КАТО — 553247100. Расположено в 125 км к северо-западу от Павлодара и в 9 км к северо-западу от районного центра — села Актогай.
Село было центральной усадьбой бывшего мясо-молочного совхоза «Рассвет», образованного в 1962 году на землях колхозов имени Карла Маркса и имени 10-летия Казахской ССР.

## Инфраструктура
В селе имеется общеобразовательная средняя школа имени Тленшина. При школе имеется мини-центр для детей дошкольного возраста;
Сельский акимат;
Отделение АО «Казпочта»;
Врачебная амбулатория, которая относится к Актогайской центральной районной больнице;
Актогайский аграрно-технический колледж;
Мечеть со столовой, для проведения различных мероприятий;
Дом культуры;
Краеведческий музей, посвященный изучению истории района и села;
Библиотека;
Памятник, посвященный победе в Великой Отечественной войне;
Коворкинг-центр;

## Население
В 1985 году в селе жили 1539 человек, 1999 году население села составляло 1213 человек (617 мужчин и 596 женщин). По данным переписи 2009 года, в селе проживало 963 человека (474 мужчины и 489 женщин).